# 제임스 라브리에
케빈 제임스 라브리에(영어: Kevin James LaBrie)는 캐나다 태생의 가수이자 드림씨어터의 보컬이다.

## 약력

### 출생과 성장
제임스 라브리에는 캐나다 온타리오의 Penetanguishene에서 태어났다. 5살 때 노래와 드럼셋연주를 시작했으며 10대 중반이 될 때까지 몇몇 밴드에서 보컬이나 드러머로 활동했고, 때로는 두 파트를 동시에 맡기도 했다. 1981년 그의 나이 18세가 되던 해에 아버지의 음악적 행보를 뛰어넘기 위해 토론토로 이사했다. 그는 현재 온타리오 주 Midland에 거주하고 있으며, 부인 Karen과 딸 Chloe, 아들 Chance를 두고 있다.
몇몇 밴드를 거쳐 그는 1987년 글램 메탈 밴드인 Winter Rose에서 활동하기 시작한다. 그리고 1991년, 당시 찰리 도미니치의 밴드 탈퇴이후 보컬 자리가 공석이던 Dream Theater에서 그를 주시하게 된다. 그는 즉시 자신의 목소리가 담긴 테이프를 녹음해 보내고, 합격점을 받은 라브리에는 200여명이 참가한 오디션을 통과하여 지금까지 18년간 Dream Theater의 프론트맨으로 활약하고 있다. 원래 그의 이름은 Kevin LaBrie가 되어야 하지만, 당시 밴드에는 이미 두 명의 '존'이 있었고 (존 명과 존 페트루치), 또 다른 '케빈'이 있었다.(케빈 무어) 그래서 그는 중간이름을 따 '제임스 라브리에'라 불리게 되었다.

### 드림 시어터에서의 활동
라브리에는 그가 참여한 드림 시어터의 첫 번째 앨범인 Images and Words를 통해 그의 넓은 음역과 엄청난 양의 성량을 보여주면서 세계적으로 주목받는 보컬리스트가 되었다. 하지만 밴드내에서의 음악적 영향력은 상당히 적다. Images and Words와 Black Clouds & Silver Linings 앨범을 제외한 모든 앨범에서 최소 한 곡 이상의 곡에 가사를 입히고 있다.
1994년 Awake앨범 투어를 진행 중이던 라브리에는 쿠바에서 머물던 중 심각한 식중독에 걸렸다. 잦은 구토를 하면서 그의 성대는 완전히 망가져 버렸고, 세 명의 전문의로부터 한결같이 '치료가 불가능하며 나을 때까지 기다리는 수밖에 없다'는 대답을 들었다. 하지만 그는 의사의 만류에도 불구하고 95년의 Awake 일본투어를 감행했고, 이미 그의 목소리는 정상적인 상태로부터 멀어져있었다. 그는 적어도 97년까지는 자신의 상태가 가수로서 정상이 아님을 느꼈다고 한다. 결국 2000년의 'Scenes From A Memory'투어로 라브리에는 자신의 목소리를 거의 완전하게 잃어버렸다. 후에 라브리에는 이 시기가 가수로서 가장 어려웠던 시기였다고 회고했다. 그는 심각한 정신적 타격을 입었고 밴드를 떠나고자 했으나, 밴드의 동료들은 그를 도와주었고 계속 남아있어주길 바란다고 말했다.
Six Degrees Of Inner Turbulence 투어 후에 그는 자신의 목소리가 상당히 회복되었음을 발견했다. 그는 오랜 시간과 꾸준한 트레이닝이 자신의 목소리를 회복시키게 만들었다고 말한다. 그의 나아진 목소리는 라이브공연에서 두드러지게 나타났고 밴드의 20주년 기념 공연에서 절정에 달했다. 라브리에의 목소리는 전성기 때의 그것과 전혀 다르지 않았고, Images and Words 시절의 기량을 대부분 보여줄 수 있게 되었다.

### 솔로와 게스트 활동
드림씨어터의 활동을 제외하고, 제임스 라브리에는 게스트 참여, 솔로 음반 발표 등으로 활발한 활동을 하였다. 그가 Dream Theater에 갓 가입한 1991년에 밴드 Fates Warning의 곡 Life in Still Water에 백킹 보컬로 참가 한 것을 시작으로 Ayreon, Shadow Galley, Tim Donohue, Framshift 등 많은 밴드들의 앨범에 자신의 목소리를 실었다.
그의 솔로 앨범은 총 세 장인데, Matt Guilory와 Mike Mangini가 함께한 Mullmuzzler, Mullmuzzler II, 그리고 2005년 3월에 자신의 이름으로 발표한 Elements Of Persuasion이 그것이다. 현재 솔로 4집을 준비중이라는 루머가 많이 퍼져있다.
2004년부터 준비한 앨범 Concerto In True Minor - 3 Rock Terrors는 3월 28일 공개되었다.

## 참여 앨범

### 드림 씨어터
- Images and Words (1992)
- Live at the Marquee (1993)
- Awake (1994)
- A Change of Seasons (1995)
- Falling into Infinity (1997)
- Once in a LIVEtime (1998)
- Metropolis Pt.2 : Scenes from a Memory (1999)
- Metropolis 2000 : Scenes from New York (2001)
- Six Degrees of Inner Turbulence (2002)
- Train of Thought (2003)
- Live at Budokan (2004)
- Octavarium (2005)
- Score : 20th Anniversary World Tour (2006)
- Systematic Chaos (2007)
- Greatest Hit (...and 21 Other Pretty Cool Songs) (2008)
- Chaos in Motion 2007-2008 (2008)
- Black Clouds & Silver Linings (2009)

### Mullmuzzler
- Mullmuzzler - Keep It to Yourself (1999)
- Mullmuzzler - MullMuzzler 2 (2001)

### 솔로 앨범
- Elements of Persuasion (2005)
- Static Impulse (2010)
- Impermanent Resonance (2013)
- Beautiful Shade of Grey (2022)

### 게스트 참여
- Fates Warning - Parellels (1991)
- Working Man - Rush Tribute (1996)
- Dragon Attack - A Tribute to Queen (1997)
- Shadow Gallery - Tyranny (1998)
- Explorer's Club - Age of Impact (1998)
- Encores, Legends & Paradox - A Tribute to the Music Of ELP (1999)
- Trent Gardner - Leonardo: The Absolute Man (2001)
- Explorer's Club - Raising The Mammoth (2002)
- Frameshift - Unweaving the Rainbow (2003)
- Tim Donahue - Madmen & Sinners (2004)
- Ayreon - The Human Equation (2004)
- Henning Pauly - Babysteps (2006)
- John Macaluso & Union Radio - The Radio Waves Goodbye (2007)
- True Symphonic Rockestra - Concerto in True Minor (2008)

### Winter Rose
- Winter Rose - Winter Rose (1987)